# Rosa subcollina
Rosa subcollina là loài thực vật có hoa trong họ Hoa hồng. Loài này được Dalla Torre & Sarnth. miêu tả khoa học đầu tiên.